# Вішинешть
Вішинешть, Вішинешті (рум. Vișinești) — село у повіті Димбовіца в Румунії. Адміністративний центр комуни Вішинешть.
Село розташоване на відстані 86 км на північний захід від Бухареста, 21 км на північ від Тирговіште, 61 км на південь від Брашова.

## Населення
За даними перепису населення 2002 року у селі проживали 1056 осіб, усі — румуни. Усі жителі села рідною мовою назвали румунську.